# Carabiné
El Carabiné es un ritmo folclórico de La Española.  De fuerte influencia africana, está considerado como un ritmo antepasado del méringue, el merengue y el konpa. El “Carabiné”, en la parte oriental de la isla, se interpretaba con tambora, pandero y  acordeón, al igual que la “Mangulina” y el “Pambiche”.

## Origen y características
Autores como el licenciado César Canó consideran que tanto la mangulina, el pambiche y el carabiné se originaron en la región sur del territorio de lo que hoy ocupa la República Dominicana, durante la época de la dominación francesa de la isla. Este hecho se consolidó más tarde con la ocupación haitiana de la parte oriental.
El nombre “carabiné”  se deriva de las armas llamadas carabinas (en francés  carabinier) que los soldados no se atrevían a dejar cuando llegaban algún baile,  procediendo a bailar con ellas al hombro.  De la palabra en francés, se derivó el nombre en castellano del nuevo ritmo, acentuando su pronunciación de forma aguda en la "e".

## Baile
En el carabiné,  el director de danza, llamado mandador o batonero, ordena los pasos en voz alta a las parejas.  Después del balanceo inicial y una rueda de cambio de damas, el mandador identifica la dama principal,  se vuelve a girar al revés hasta juntarse nuevamente las parejas que iniciaron el baile.  Luego de cierto desarrollo rítmico, el batonero ordena algunos giros y el baile lo bailan 6 mujeres y 6 hombres

## Fuente
- Artículo del Lic. César Canó sobre el Carabiné Consultado 12 de junio de 2013